# Riachuelo (bairro do Rio de Janeiro)
Riachuelo é um bairro da Zona Norte do município do Rio de Janeiro.

## História
Surgiu nas terras da antiga fazenda do Engenho Novo, desmembrada em chácaras e, depois, ocupadas por loteamentos.
A Estação Ferroviária, de 1869, se chamava Riachuelo do Rio e hoje é conhecida apenas como Estação Riachuelo.
No início do século XX, no Clube Riachuelense, ocorriam bons espetáculos teatrais, realizados por Eduardo Magalhães.
Na Rua Marechal Bittencourt, localiza-se o Riachuelo Tênis Clube, campeão carioca de basquetebol masculino em 1937, 1940 e 1941.

## Dados do bairro

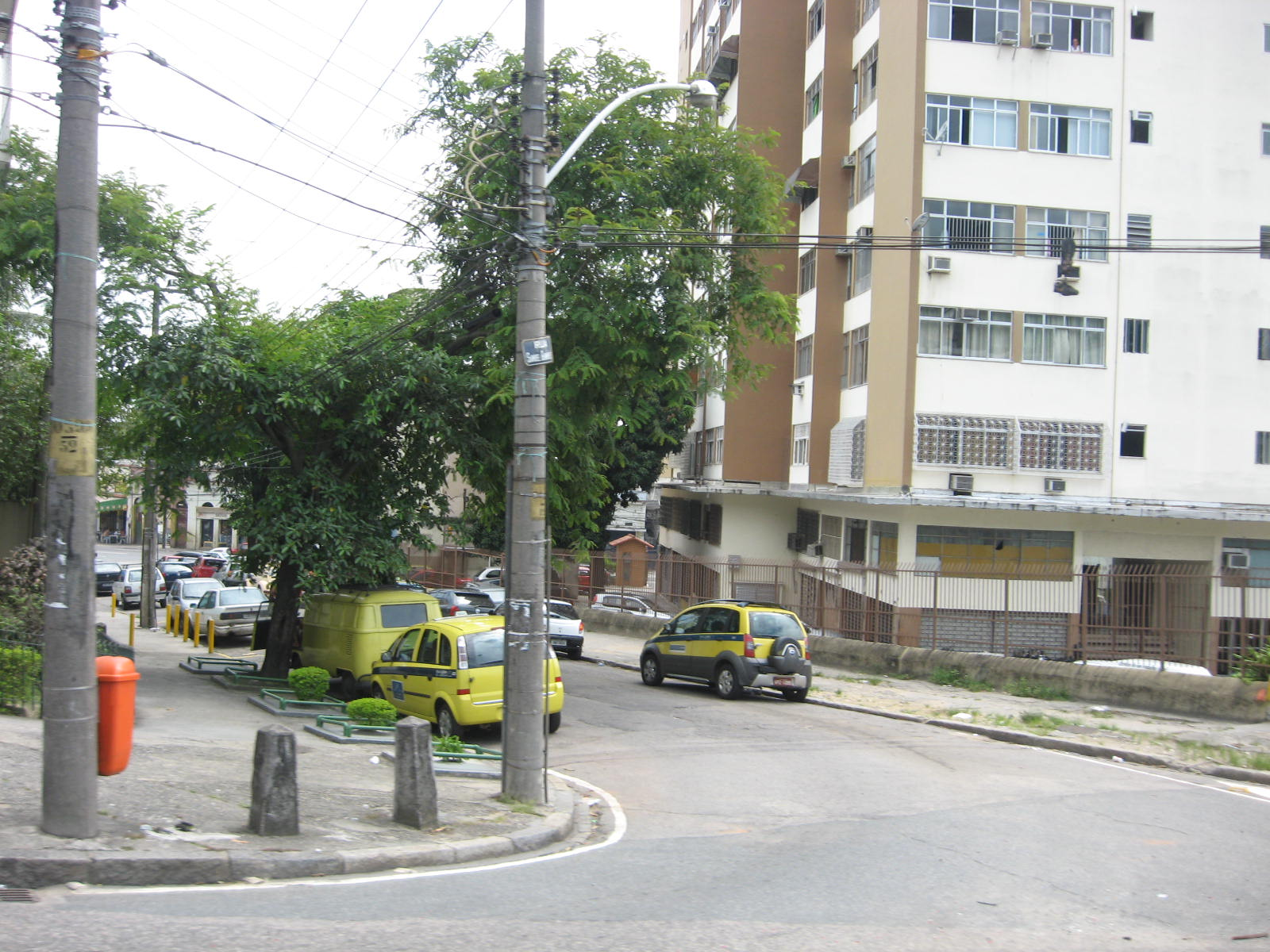
Vista do bairro Riachuelo.

O bairro de Riachuelo faz parte da região administrativa de Méier. Os bairros integrantes desta região administrativa são: Abolição, Água Santa, Cachambi, Encantado, Engenho de Dentro, Engenho Novo, Jacaré, Lins de Vasconcelos, Méier, Piedade, Pilares, Riachuelo, Rocha, Sampaio, São Francisco Xavier e Todos os Santos.
A denominação, delimitação e codificação do bairro foi estabelecida pelo Decreto Nº 3158, de 23 de julho de 1981 com alterações do Decreto Nº 5280, de 23 de agosto de 1985.
Faz parte do chamado Grande Méier. Suas principais vias (Ruas Ana Néri, 24 de Maio e Avenida Marechal Rondon) formam um importante eixo viário de ligação entre o subúrbio e o Centro da Cidade. Cortado pela Estrada de Ferro Central do Brasil faz limite com os bairros do Jacaré, Sampaio, Rocha, e Vila Isabel. É separado deste último pela Serra do Engenho Novo, onde está localizado o Túnel Noel Rosa.
Seu IDH, no ano 2000, era de 0,905, o 23º melhor do município do Rio de Janeiro.
No bairro localiza-se o gigantesco edifício do SENAI, o maior centro profissionalizante da América Latina, oferecendo diversos cursos voltados para o setor da indústria, além de lojas de diversos segmentos, mas com grande intensidade no setor automotivo. Um bom exemplo destes serviços é a Total Force que presta serviços de mecânica automotiva na região.
É sede ainda da Faculdade CCAA, localizada ao lado do parque gráfico do Grupo CCAA, que hoje tenta firmar seu espaço no cenário do ensino superior com as graduações em Administração, Comunicação Social e Letras, além de cursos de extensão, destinados a melhorar a qualificação dos alunos para o mercado de trabalho, por meio do desenvolvimento dinâmico de novas habilidades.
No mesmo endereço, onde funciona o Grupo CCAA, funcionou até 1970 a Escola Moreira, que tinha um regime de internato e externato.  Havia uma grande área arborizada, onde ficavam o casarão e ao lado a capela de São Geraldo.
No casarão funcionava a parte administrativa da Escola.